# Komajota
Komajota je slovenská hudební skupina, jejíž členové pocházejí z Prešova. V slovenských hitparádách se se svým prvním singlem „Ráno v novinách“ z debutového alba Časopriestor umístili na pátém místě, v sousedním Česku na 26. místě. V roce 2007 skupina získala Slávika v kategorii Objev roku.
6. října 2008 se na pulty prodejen dostalo v pořadí druhé album s názvem Bludisko. Prvním singlem nasazeným v rádiích byla skladba „Mesto v nás“, která byla použita i v rámci kandidatury města Prešov na titul Evropského hlavního města kultury 2013. Druhým singlem se stala píseň „Sedem nocí“, se kterou skupina uspěla i na Eurovizi 2009, když ve finálovém kole skončila na 11. místě. Třetí singl „Cez škáry“ se v říjnu 2008 stal nejhranější skladbou v rádiích.
V období příprav třetího alba se Martin Husovský věnoval i ukolébavkám, které vyšly na albu pro nejmenší ve spolupráci se sestrami Koščovými – Katarínou Koščovou a Veronikou Husovskou, jeho manželkou. V listopadu roku 2010 skupina Komajota vydala své třetí studiové album Kolobeh.
Bubeník Stanislav Čorej se kromě Komajoty věnoval také sólovému projektu Úzká krajina a hudebnímu projektu White Place.
Komajota prošla začátkem roku 2023 hlubokým personálním přerodem a začala připravovat nové skladby ve změněném složení. Ve skupině nahradil bubeníka Stanislava Čoreja Radoslav Hanzel. Kapela rovněž prošla výměnou na postu baskytaristy, kdy Michala Kráľa v roce 2017 vystřídal Marek Belanský. Finální sestavu Komajoty v roce 2023 podpořili i do té doby hostující hudebníci Juraj Kováč (kytara) a Ján Pastirčák (klávesy). Skupina o této personální změně informovala přes sociální síť.

## Sestava
- Martin Husovský - klávesové nástroje, zpěv (2005 - současnosť)
- Marek Belanský - basová kytara, vokály (2017 - současnosť)
- Juraj Kováč - kytara (2016 - současnost)
- Ján Pastirčák - klávesové nástroje (2016 - současnost)
- Radoslav Hanzel – bicí nástroje (2023 - současnost)

Hostující hudebníci
- Daniel Špiner – klávesové nástroje

Bývalí členové
- Michal Kráľ – basová gitara (2005 - 2017)
- Stanislav Čorej – bicie nástroje (2005 - 2023)

Časová osa:

## Diskografie

### Alba
- Časopriestor– Universal Music, CD (2007)
- Bludisko – Universal Music, CD (2008)
- Kolobeh – Universal Music, CD (2010)
- Druhé slnko - Komajota s.r.o., CD (2015)
- Priame prenosy – Komajota s.r.o., CD (2016)
- Potrubis – Komajota s.r.o., USB (2018)

### Singly
- 2011 „Žiarovka“
- 2013 „Most“
- 2013 „Dve Muchy“
- 2014 „Január“
- 2014 „Do tla“
- 2014 „Everybody dies alone“
- 2014 „Schody“
- 2014 „Krížové pravidlo“
- 2015 „Dym“
- 2016 „Druhé slnko“
- 2017 „Nikam“
- 2018 „Laura"
- 2019 „Iba"
- 2021 „Poštové holuby"
- 2023 „Pušný prach"
- 2024 „Čo sme chceli"